# لا ريونيون
لا ريونيون (بالفرنسية: La Réunion، سابقاً Île Bourbon)‏ هي جزيرة فرنسية يبلغ عدد سكانها حوالي 800,000 نسمة تقع في المحيط الهندي، شرق مدغشقر، على بُعد حوالي 200 كم (120 ميلاً) من موريشيوس، أقرب جزيرة.
إداريًا، لا ريونيون واحدة من أقاليم ما وراء البحر الفرنسية. مثل باقي أقاليم ما وراء البحر، تُعتبر لا ريونيون أيضاً واحدة من مناطق فرنسا السبعة والعشرين وجزء لا يتجزأ من الجمهورية بنفس الوضع القانوني للأراضي الفرنسية الموجودة على البر الأوروبي.
تعتبر لا ريونيون إحدى المناطق الخارجية في الاتحاد الأوروبي وهي باعتبارها إقليم فرنسي وراء البحر، جزء من منطقة اليورو.

## التاريخ
جزيرة لا ريونيون (بالفرنسية: La Réunion)‏ وهو الاسم الذي أُطْلِقَ على الجزيرة في عام 1793 م بموجب مرسوم صادر عن اتفاقية مع سقوط (بيت بوربون) وهي مستعمرة فرنسية تقع في المحيط الهندي في شرقي أفريقيا، هي على بعد 650 كيلو من مدغشقر وقريبة من موريشيوس، ومساحتها حوالى 969 ميلأً وطولها 63 كم وعرضها 45 كم، وسكانها حوالي 572 ألف نسمة، وغالبيتهم مهاجرين من الهند وباكستان، هذا إلى العناصر المهاجرة من مدغشقر وجزر القمر وساحل شرقي أفريقيا (كريول) تكملها تدفقات الهجرة من الأفارقة والصينيين والملايو بمعنى أن الجزيرة خليط عرقي وجزيرة لا ريونيون تملك خدمة حجز الفنادق من مواقع أنترنت بأقل الأسعار وأفضل الخدمات
لم يتم اكتشاف الكثير من التاريخ المسجل لفترة ما قبل وصول البرتغاليين في أوائل القرن السادس عشر. عرفها التجار العرب باسم دنيا المغربي أو ديبة المغربي (الجزيرة الغربية)، على الأرجح تمت زيارتها من قبل البحارة السواحيلية. ويعتبر المستكشف البرتغالي الدون بيدرو ماسكارينهاس أول أوروبي يكتشف هذه المنطقة في عام 1507، وقد قام بإطلاق اسمه «ماسكارينهاس» على مجموعة جزر حول ريونيون. أما جزيرة ريونيون فقد أطلق عليها اسم «سانتا أبولونيا» تيمنا بإحدى القديسات.
بعد أكثر من قرن من الحكم الصوري للبرتغاليين لم يحصل أي تغيير يذكر في «سانتا ابولونيا».احتل الفرنسيين الجزيرة وتمت إدارتها من مستعمرة بورت لويس، موريشيوس. على الرغم من رفع العلم الفرنسي بواسطة فرانسوا كوتش في 1638، فإن جاك برونيز هو الذي ضمها لفرنسا رسميا في 1642، عندما قام بترحيل عشرات المتمردين الفرنسيين إلى الجزيرة من مدغشقر. بعد عدة سنوات عاد المحكومين إلى فرنسا، وعام 1649، سميت الجزيرة إل بوربون تيمنا باسم الاسرة الملكية. بدأ الاستعمار في عام 1665، عندما قامت الشركة الفرنسية الشرق هندية بإرسال أول 20 مستوطن.
في عام 1793، ومع سقوط حكم آل بوربون في فرنسا تم تغيير اسم الجزيرة من «بوربون» إلى «ريونيون» بموجب مرسوم منبثق عن المعاهدة التي أبرمت بعد سقوط العائلة الحاكمة. ويرمز الاسم إلى اتحاد ثوار مرسيليا مع الحرس الوطني في باريس، في عام 1801 سميت الجزيرة «إل بونابرت» تيمنا بنابليون بونابرت.
قامت البحرية الملكية البريطانية بقيادة العميد يوشيا روليفي بغزو الجزيرة في عام 1810، الذي أعاد استخدام اسمها القديم «بوربون». بعد ذلك ونتيجة لمؤتمر فيينا في عام 1815 استعادت فرنسا الجزيرة، واستخدم اسم «بوربون» حتى سقوط البوربون خلال الثورة الفرنسية عام 1848، بعد ذلك أُعيد اسم «ريونيون» للجزيرة.
أثّرت الهجرة الفرنسية المصحوبة بأفواج من المهاجرين الأفارقة والهنود والملايو خلال فترة الواقعة ما بين القرن السابع عشر والقرن التاسع عشر على التنوع العرقي في الجزيرة، ومع افتتاح قناة السويس عام 1869 قلّت أهمية الجزيرة اقتصاديا وتوقفت على إثرها شركة الهند الشرقية التجارية.
خلال الحرب العالمية الثانية، كانت ريونيون تحت سلطة حكومة فيشي التي وقعت الاستسلام أمام ألمانيا النازية بعدما احتلتها في 22 حزيران 1940، إلى أن تحررت في 30 نوفمبر 1942 من قبل المدمرة ليوبارد.
أصبحت ريونيون أحد أقاليم فرنسا (أقاليم ما وراء البحار) في 19 مارس 1946. رمزها هو 974.
في عام 2005 و 2006 تفشى وباء شيكونغونيا وهو وباء ينتشر عن طريق البعوض. 255,000 من سكان الجزيرة أصيبو بالمرض في 26 نيسان 2006 وفقاً لوكالة الأنباء BBC. كما أُصيبت مدغشقر بنفس الوباء بنفس السنة. وسجّلت فرنسا بعض حالات الإصابة بسبب شركات الطيران والسفر. ثم أرسل رئيس الوزراء الفرنسي دومينيك دو فيلبان مساعدات طارئة بقيمة 36 مليون يورو (57.6 مليون دولار أمريكي)، ونشر حوالي 500 جندي فرنسي في محاولة للقضاء على البعوض.

## التقسيمات الإدارية

### البلديات (الكوميونات)

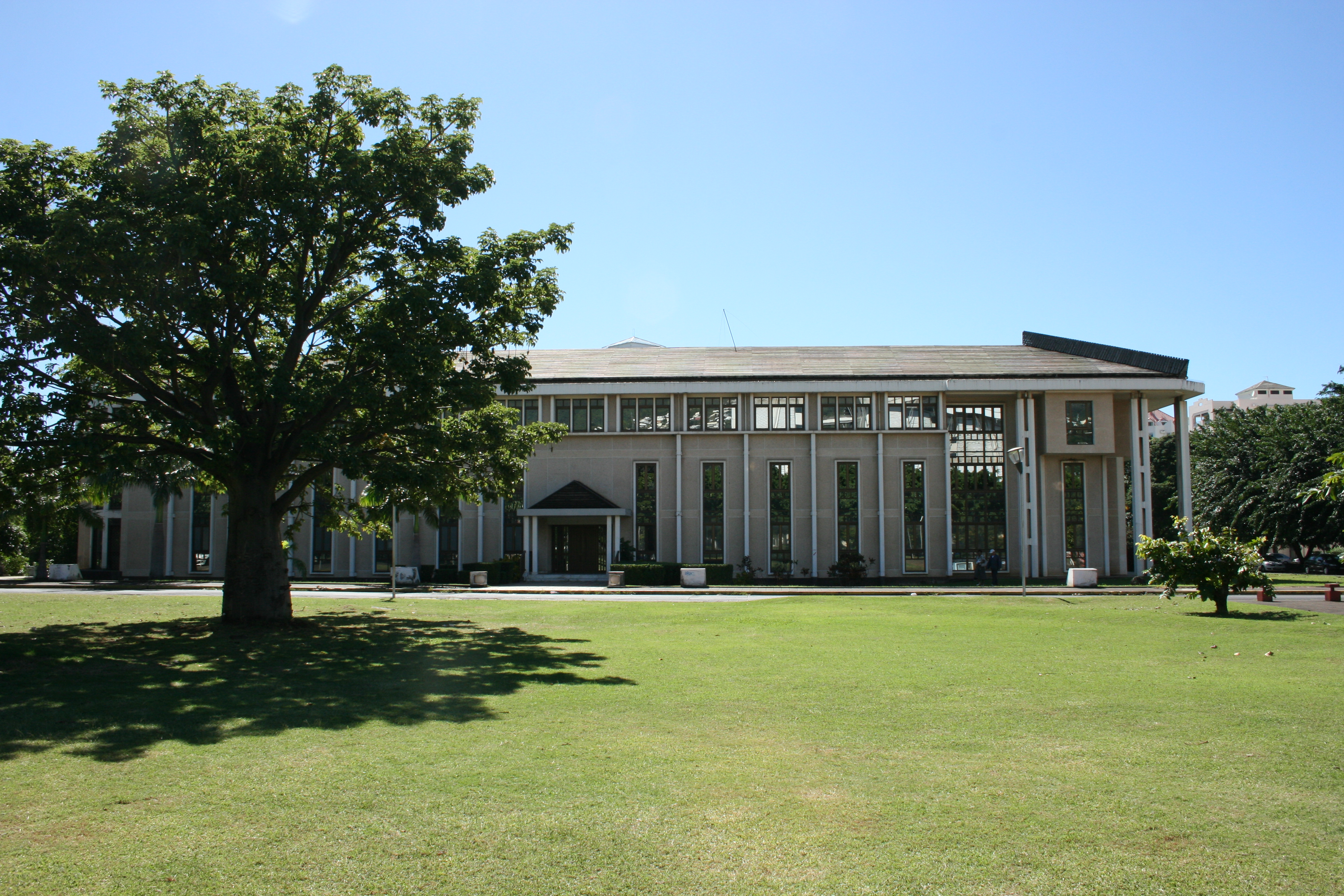
المحكمة العليا في سان دوني، ريونيون.

| اسم                  | المساحة (km2) | السكان (2019) | الشعار | الدائرة      | الخريطة |
| -------------------- | ------------- | ------------- | ------ | ------------ | ------- |
| Les Avirons          | 26.27         | 11,440        |        | Saint-Pierre |         |
| Bras-Panon           | 88.55         | 13,057        |        | Saint-Benoît |         |
| سيلاوس               | 84.4          | 5,538         |        | Saint-Pierre |         |
| Entre-Deux           | 66.83         | 6,927         |        | Saint-Pierre |         |
| L'Étang-Salé         | 38.65         | 14,059        |        | Saint-Pierre |         |
| Petite-Île           | 33.93         | 12,395        |        | Saint-Pierre |         |
| لا بلين دي بالميست   | 83.19         | 6,626         |        | Saint-Benoît |         |
| Le Port [الإنجليزية] | 16.62         | 32,977        |        | Saint-Paul   |         |
| La Possession        | 118.35        | 32,985        |        | Saint-Paul   |         |
| سانت أندريه          | 53.07         | 56,902        |        | Saint-Benoît |         |
| سان بينوا            | 229.61        | 37,036        |        | Saint-Benoît |         |
| سان دوني             | 142.79        | 153,810       |        | Saint-Denis  |         |
| Saint-Joseph         | 178.5         | 37,918        |        | Saint-Pierre |         |
| Saint-Leu            | 118.37        | 34,586        |        | Saint-Paul   |         |
| Saint-Louis          | 98.9          | 53,120        |        | Saint-Pierre |         |
| سن بول ريونيون       | 241.28        | 103,208       |        | Saint-Paul   |         |
| Saint-Philippe       | 153.94        | 5,198         |        | Saint-Pierre |         |
| Saint-Pierre         | 95.99         | 84,982        |        | Saint-Pierre |         |
| Sainte-Marie         | 87.21         | 34,061        |        | Saint-Denis  |         |
| Sainte-Rose          | 177.6         | 6,345         |        | Saint-Benoît |         |
| Sainte-Suzanne       | 58.84         | 24,065        |        | Saint-Denis  |         |
| سالازي               | 103.82        | 7,136         |        | Saint-Benoît |         |
| Le Tampon            | 165.43        | 79,824        |        | Saint-Pierre |         |
| Les Trois-Bassins    | 42.58         | 7,015         |        | Saint-Paul   |         |

## الجغرافيا

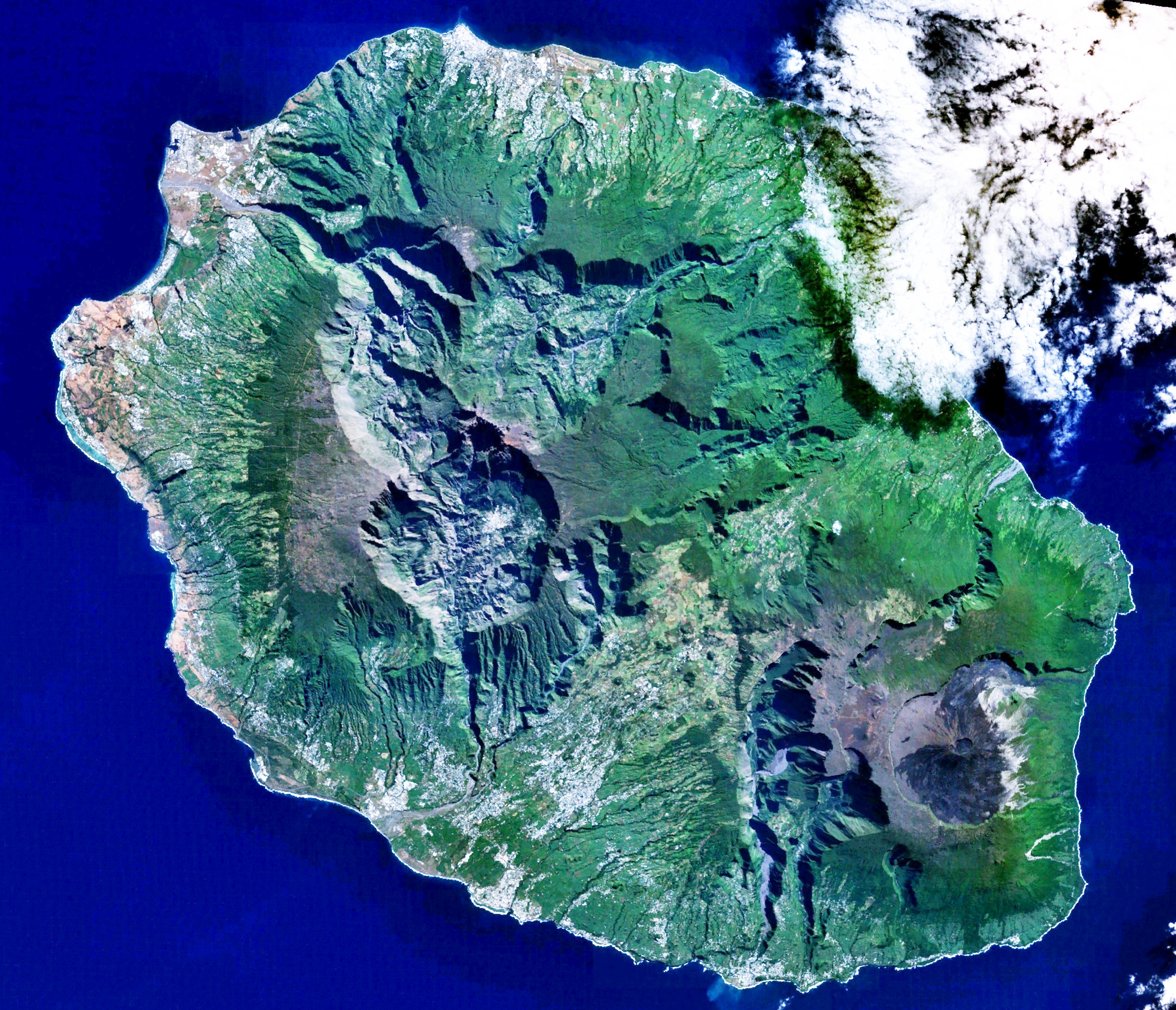
منظر ريونيون من القمر الصناعي.

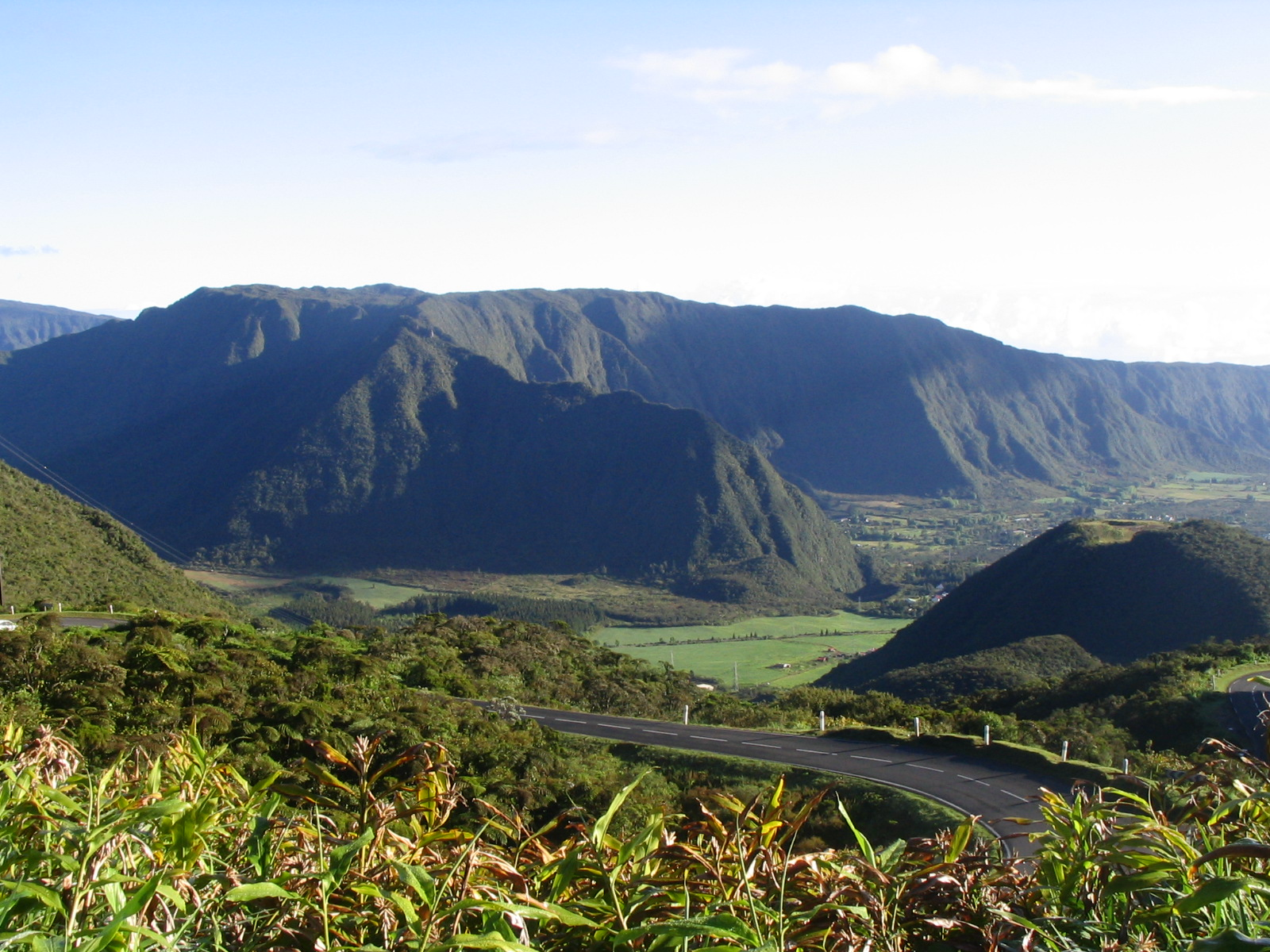
لا بلين دي بالميست.

طول الجزيرة 63 كم (39 ميل)؛ عرضها 45 كم (28 ميل)؛ وتغطي 2,512 كم2 (970 ميل2). تتشابه مع جزيرة هاواي حيث أنهما تقعان أعلى نقطة ساخنة في قشرة الأرض.
وهي جزيرة تقع في المحيط الهندي في شرقي أفريقيا، على بعد 45 ميلأً من مدغشقر وقريبة من موريشيوس، ومساحتها حوالى 969 ميلأً، وسكانها حوالي 572 ألف نسمة، وأغلبهم مهاجرون من الهند أو الباكستان، هذا إلى العناصر المهاجرة من مدغشقر وجزر القمر وساحل شرقي أفريقيا (كريول)، اكتشفها العرب قبل وصول البرتغالين ولم يستقروا بها ثم وصلها البرتغالين ثم احتلتها فرنسا وتتبعها حاليّا، عاصمتها سانت دينيس، وأهم منتجات الجزيرة قصب السكر، ونخيل الزيت، والنرجيل هذا إلى جانب ثروة حيوانية ضئيلة. وصل الإسلام إلى جزر ريونيون مع العمالة المهاجرة، الذين جلبهم الفرنسيون من جزر القمر ومن الهند لزراعة المحصولات المدارية بالجزيرة.
بيتون دي لا فورنيز، بركان درعي على الطرف الشرقي لجزيرة ريونيون، يبلغ ارتفاعه أكثر من 2,631 م (8,632 قدم) فوق مستوى البحر ويدعى أحياناً شقيقة براكين هاواي نظراً للتشابه في المناخ والطبيعة البركانية. وثار أكثر من 100 مرة منذ 1640 وهو تحت المراقبة المستمرة. كان ثورانه الأكثر ملاحظة خلال أبريل 2007، عندما قدر تدفق الحمم عند 3٬000٬000 م3 (3900000 يارد3) في اليوم الواحد. تكون بيتون دي لا فورنايز من بركان نقطة ساخنة، الذي كون أيضاً بيتون دي نيج وجزيرتي موريشيوس ورودريغس.
بركان بيتون دي نيج، أعلى نقطة في الجزيرة عند 3,070 م (10,070 قدم) فوق مستوى البحر، شمال غرب بيتون دي لا فورنايز. الكالديرات والأخاديد المنهارة جنوبي غرب الجبل. مثل كوهولا على جزيرة هاواي الكبرى، بيتون دي نيج بركان منقرض. على الرغم من اسمه، الثلج (بالفرنسية: neige)‏ لا يتساقط عملياً على القمة.
سفوح البركانين مشجرة بكثافة. تتركز الأراضي الزراعية والمدن مثل العاصمة سان ديني في السهول الساحلية المحيطة. على الشاطئ، جزء من الساحل الغربي يتميز بنظام الشعاب المرجانية.
لريونيون ثلاثة كالديرات: سيرك دي سالازي، سيلاوس، وسيرك دي مافات. ولا يمكن الوصول إلى الآخيرة إلا على الأقدام أو عن طريق المروحية.

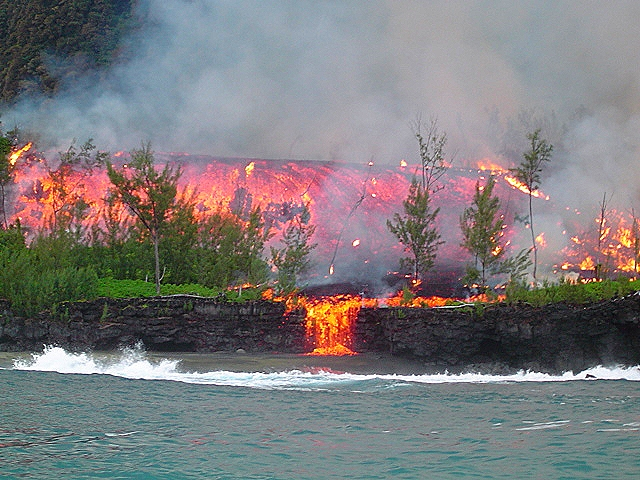
تدفق الحمم المنبعثة عام 2005 من بيتون دي لا فورنيز.

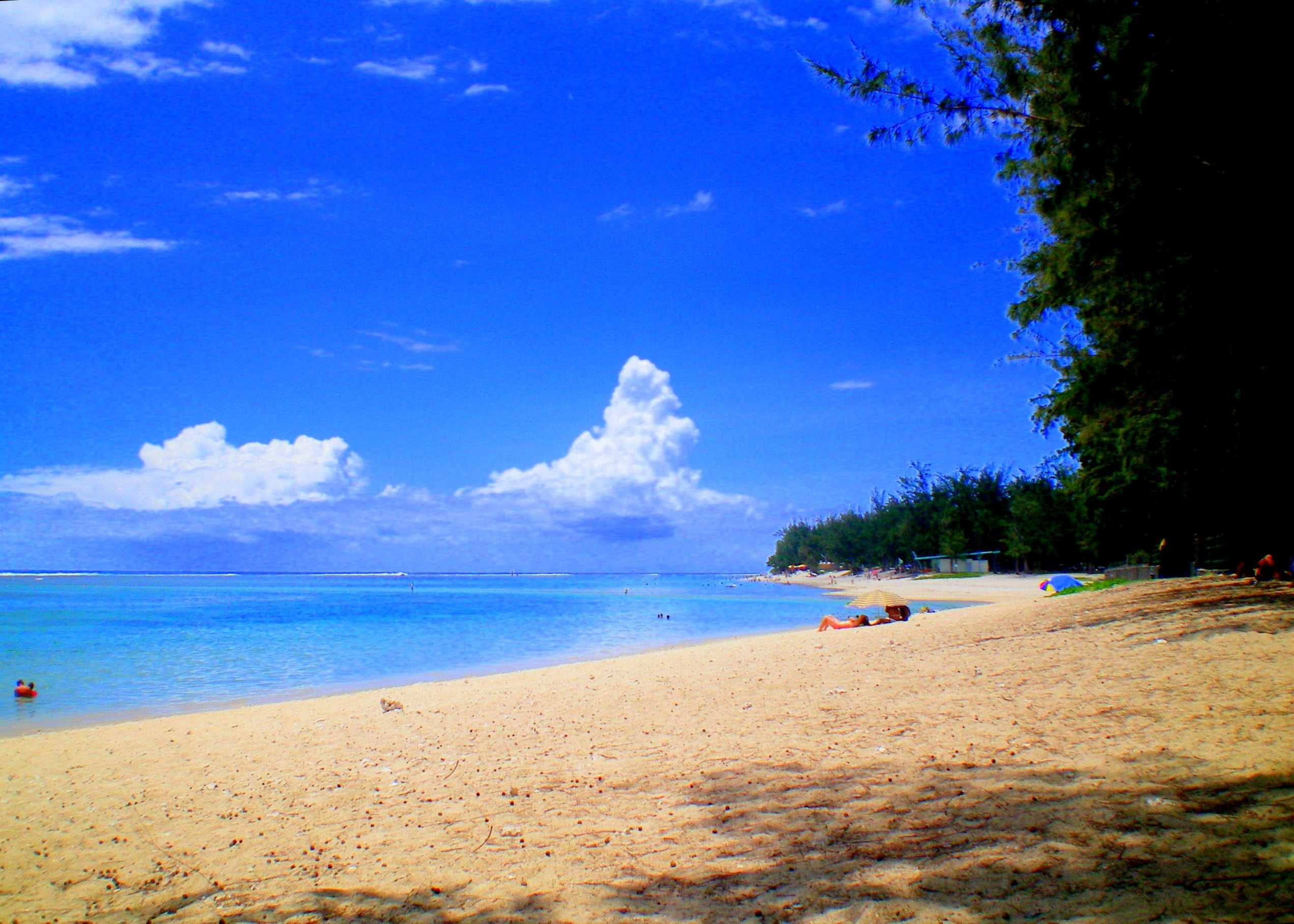
شاطئ "بلاج دي ليرميتاج".

## البيئة

### الحياة البرية
تعد ريونيون من أكثر المواطن الطبيعية تعددا في الطيور، وعلى اليابسة تعد الحرباء النمر Furcifer pardalis أكبر حيوان موجود، وبالنسبة للحياة المائية ويرى أن ساحل ريونيون الغربي مُطوّق بعدد من الشعاب المرجانية التي تعد بيئة مناسبة لعيش وتكاثر كثير من المخلوقات المائية.

## الاقتصاد
يوجد في لاريونيون 44000 هكتار من المساحة الزراعية المفيدة. ويعتبر السكر من بين أهم المنتوجات الرئيسية للجزيرة، كما تنتج أيضًا فانيليا البوربون.
يعد صيد الأسماك في لاريونيون أيضًا نقطة مهمة لإنتاج الغذاء وثقافة تذوق الطعام. وتشكل الإيرادات من السياحة المورد الاقتصادي الرئيسي لجزيرة لاريونيون.
على الرغم من بعض الديناميكية الاقتصادية، فإن الجزيرة غير قادرة على الحد من البطالة الكبيرة، والتي يمكن تفسيرها على وجه الخصوص بالنمو الديموغرافي القوي للغاية. يضطر العديد من سكان لاريونيون للهجرة إلى لفرنسا للدراسة أو للعثور على عمل.
تعاني جزيرة لاريونيون من ارتفاع معدل البطالة، خاصة بين الشباب، وهم الأكثر تضررا. 24%، هذا هو معدل البطالة الذي تم تحديده في ريونيون في عام 2018.

## الثقافة
(أهم المناطق الثقافية وغيرها)
في سانت دينيس
- متحف ليون الذي يحمل اسم الشاعر ليون موقعه في شارع باريس وهو من أجمل المتاحف
- مبنى البلدية القديم - الذي تم تحويله إلى فندق دي فيل
- مسجد نور الإسلام في شارع ماريشال لوكليرك الذي يتسع لـ 4000 مصلي وسط المدينة حيث تشاهد فيه المسلمين هناك وهو أجمل منظر ديني
في سانت بيير
- شلالات Saint-Joseph في جنوب الجزيرة وهذه المدينة بالقرب من سانت بيير حيث يوجد فيها المطار الثاني للجزيرة
- السوق التقليدي ويحتوي على صناعات محلية وكذلك هو سلة فواكه يوجد به جميع أنواع فواكه الجزيرة.

## الديانات
الديانات السائدة في ريونيون هي المسيحية الكاثوليكية. وكذلك طوائف مورغن الهندوسية المتأثرة بالديانة المسيحية. وأيضا الإسلام.
و كذلك الديانة الصينية. وأخيرا الديانة البوذية. في ريونيون يسمح للجميع بممارسة طقوس عبادتهم بحرية تامة. بدون أي اضطهاد من الحكومة أو ما شابه. ولأن تحصي عدد معتنقي الديانات في فرنسا محظور وهذا القرار يسري كذلك في ريونيون.
كل إحصائيات الديانات مجرد توقعات. التقديرات التوقعية عدد معتنقي الديانات في ريونيون بنحو 84.9% المسيحية وهي الغالبية العظمى من عدد السكان. الهندوسية بنحو 6.7%. الإسلام بنحو 2.15%
أماكن عبادة في ريونيون

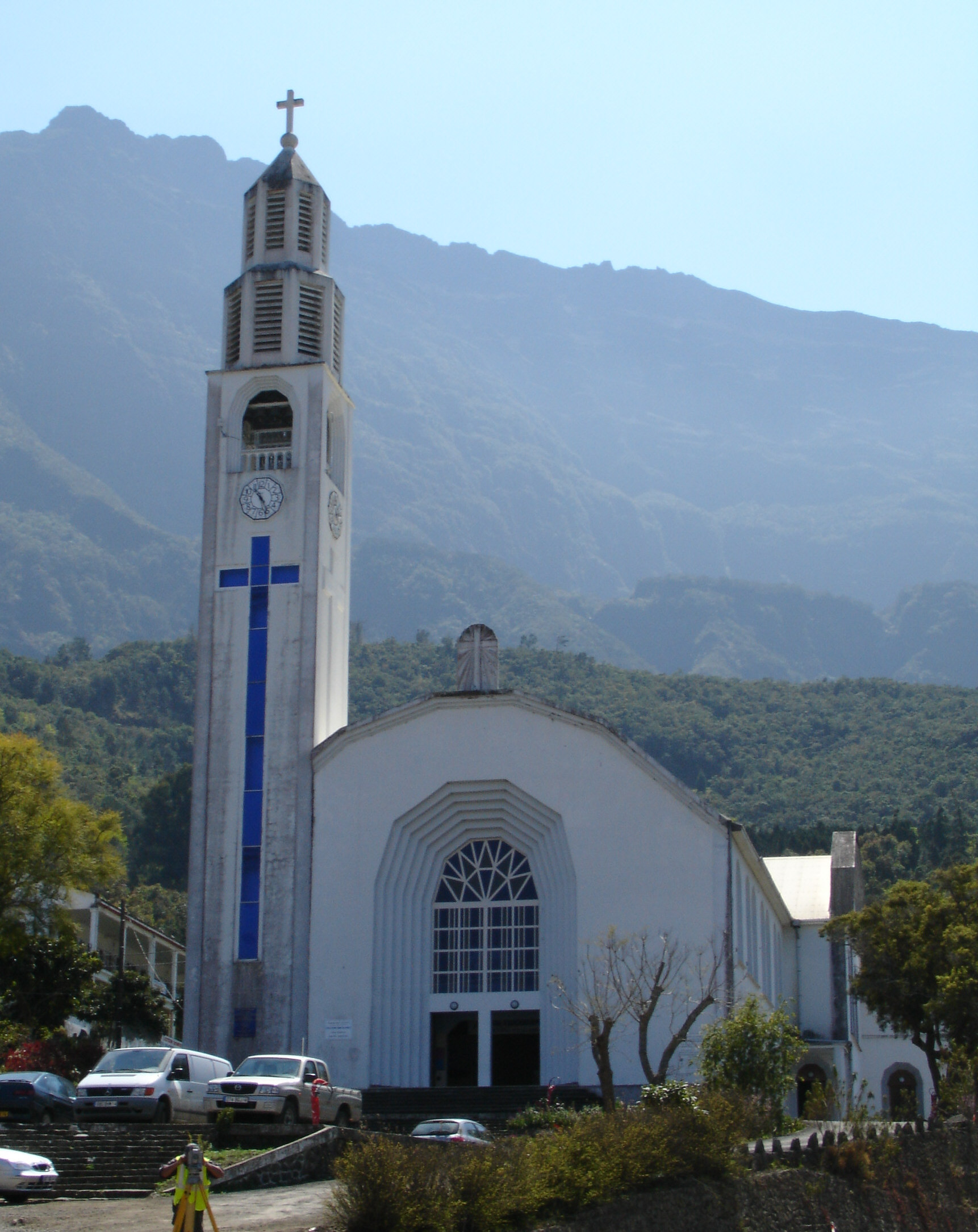
كنيسة كاثوليكية في كيلاوس
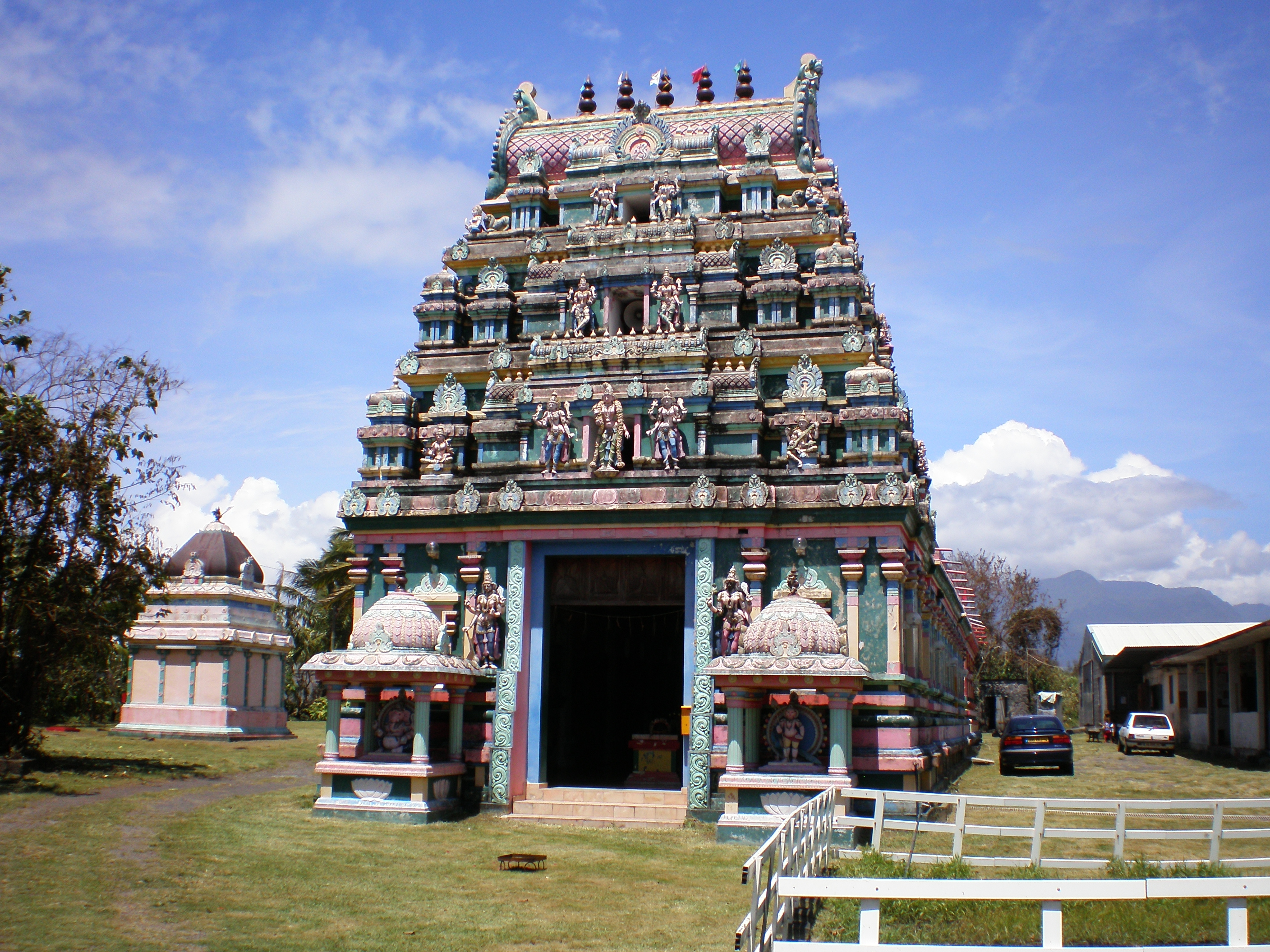
معبد تاميلي في ريونيون
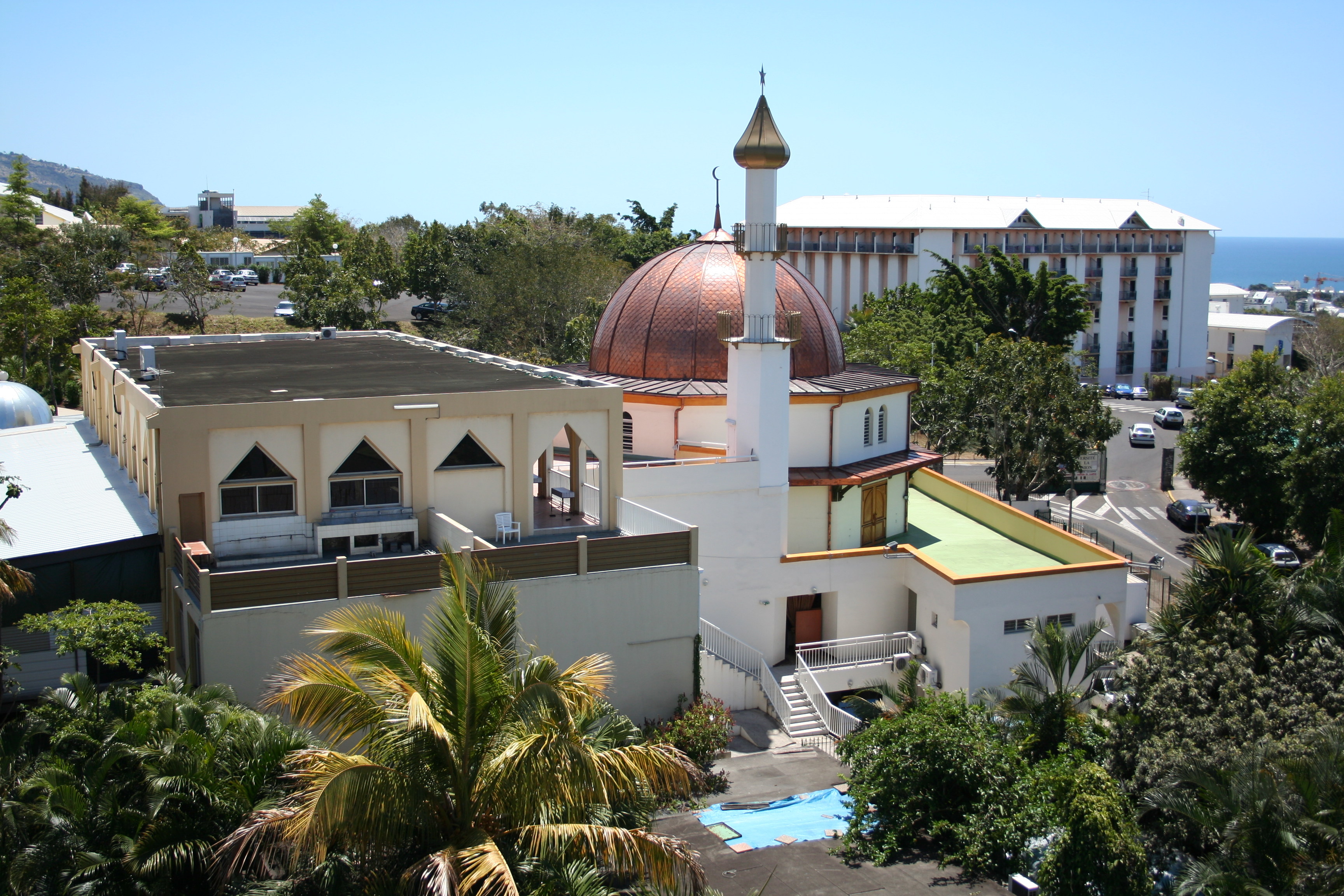
مسجد موفيا في سان ديني

## اللغات
لغة الإدارة والتعليم والصحافة المكتوبة والشفوية هي الفرنسية، والتي يتحدث بها 95٪ من سكان ريونيون، وهي اللغة الأكثر استخدامًا في جميع أنحاء الجزيرة، كما يتحدث جزء كبير من سكان ريونيون اللغة الكريولية.
على مدى القرنين الماضيين، كان هناك تراجع تدريجي في اللغة الكريولية، أي تراجع الكريول لصالح توسع اللغة الفرنسية في المجتمع. وكما هو الحال بالنسبة للغات الأقليات الأخرى في فرنسا، فإن هذا التراجع في لغة الكريول هو نتيجة، على وجه الخصوص، للتعليم الإلزامي باللغة الفرنسية، فضلا عن الحضور المهيمن للغة الفرنسية في الفضاء الإعلامي. ومع ذلك، فقد استفادت لغة ريونيون كريول، منذ حوالي عشرين عامًا، من قدر أكبر من الاعتراف، وبالتالي يمكن تدريسها في المدارس الثانوية منذ عام 2001. ونظرًا لوجود مجموعات عرقية مختلفة ضمن سكان ريونيون، توجد لغات أخرى في الجزيرة مثل الهاكا والكانتونية والغوجاراتية والأردية والعربية والتاميلية والملغاشية والماهورية والقمرية.

## الإعلام

### الإنترنت
تستخدم ريونيون كود هو	.re
عدد مستخدمين الإنترنت هو مئتان ألف مستخدم
عدد مضيفي الإنترنت المتاحة هو تسعة وعشرون مضيف
مقدمون الخدمة داخل البلد هو شركة واحدة فقط.